# Daniele Brusaschetto
Daniele Brusaschetto (Torino, 1973) è un musicista italiano.
È attivo come solista dalla metà degli anni Novanta. Le pubblicazioni a proprio nome si caratterizzano per la convivenza tra elementi rock, metal, elettronici e un'anima più intima..

## Biografia
Daniele Brusaschetto inizia ufficialmente la sua attività artistica nel 1994. La sua musica abbraccia una vasta gamma di generi, tra cui industrial, noise rock, songwriting e metal. Il suo percorso artistico è segnato da una continua esplorazione oltre i confini del suono. Durante gli anni '90 e 2000, con la sua band è molto attivo nel versante live, intraprendendo numerosi tour in tutta Europa e avventurandosi negli Stati Uniti.
Negli anni 2000 e 2010, vive un periodo di isolazionismo elettronico, caratterizzato da meno esibizioni dal vivo ma da un'incrollabile dedizione alla produzione discografica.
Dal 2016 si riaccende la sua passione per la sei corde e il rock estremo. Nel 2019, pubblica "Flying Stag", un album che segna il suo ritorno ai suoni energici del metal, del math e stoner rock. Nel 2023, presenta "Bruise A Shadow" su WormHoleDeath Records, consolidando uno stile che ricorda i primi Mastodon, Voivod e i movimenti new/no wave. La traiettoria futura è nella stessa direzione, risoluta e concentrata.
Nel corso degli anni sono stati parte della band di Brusaschetto numerosi artisti della scena "alternativa" italiana, tra cui Marco Rinaldi (Crunch, Omega Machine, Lama Tematica), Francesco Lurgo, Marco Milanesio (DsorDNE), Bruno Dorella (OvO, Ronin, Bachi Da Pietra), Marco "Il Bue" Schiavo (Larsen), Mirco Rizzi (Ashtool)..

## Discografia

### Album studio
- 1997 – Bellies/Pance
- 1999 – Mamma Fottimi
- 2001 – Bluviola
- 2003 – Poesia Totale Dei Muscoli
- 2005 – Mezza Luna Piena
- 2007 – Circonvoluzioni
- 2009 – Blasé
- 2010 – Fragranze Silenzio
- 2012 – Cielo Inchiostro
- 2014 – Rapida E Indolore
- 2016 – Radio Stridentia
- 2019 – Flying Stag
- 2023 – Bruise A Shadow

### Singoli
- 1996 – Paturnie

### Album live
- 2006 – Live At The Satyricon

## Musicisti aggiuntivi
- Alberto "Mono" Marietta – batteria (2016 - presente)
- Daniele Pagliero – basso (2020 - presente)
- Marco Rinaldi – guitarbass (2019)
- Francesco Borello – basso (2017-2018)
- Francesco Lurgo – elettronica, chitarra (2014-2016)
- Marco Milanesio – elettronica, tastiere (2014-2015)
- Paolo Inverni – chitarra (2007-2008)
- Bruno Dorella – batteria (2000-2003)
- Marco "Il Bue" Schiavo – batteria (1999-2000)
- Maurizio Suppo – basso (1997)
- Mirco Rizzi – guitarbass (1996-2003)